# Rouen
Rouen o Roan (oficialment en francès i també en normand, Rouen) és una ciutat de França, capital del departament del Sena Marítim i de la regió de Normandia, situada a la vora del riu Sena, en un meandre a la vora còncava del qual s'aixeca la ciutat vella, voltada per un amfiteatre de turons, més enllà dels quals s'estenen àrees residencials recents. L'any 2007 tenia 114.000 habitants.

## Economia
És un dels principals ports francesos que, juntament amb l'avantport de l'Havre, serveix especialment la conca de París.
És un centre industrial en expansió: a part la tradicional indústria de cotó, sorgeixen fàbriques papereres, químiques, d'equipaments mecànics, automobilístiques i de construcció aeronàutica. Les àrees industrials s'instal·len a les vores del Sena (àrees de Le Petit-Quevilly i Le Grand-Quevilly, Grand-Couronne, amb refineries de petroli, Moulineaux, Oissel, etc.).

## Educació
- NEOMA Business School

## Història
Era una antiga ciutat cèltica que al segle i aC caigué sota el domini de Roma, que la integrà a la Gàl·lia Lugdunensis i, més tard, a la Província Lugdunensis II. Al segle iv abraçà el cristianisme. Presa diverses vegades pels pirates normands (segle ix), a la baixa edat mitjana esdevingué un dels centres marítims més importants d'Europa, gràcies als privilegis que tenia com a comuna; nogensmenys, perdé aquesta condició en ésser-hi reprimit un alçament contra Carles VI de França (1382).
Assetjada durant la guerra dels Cent Anys, a la seva plaça hi fou cremada Joana d'Arc. Durant les guerres de religió es decantà cap a la Reforma, però posteriorment adherí a la Lliga catòlica i fou assistida per Enric IV de França (1591-92), al qual se sotmeté quan aquest es feu catòlic. Del segle xv ençà n'ha anat augmentant la importància com a port.

## Curiositats
Conserva nombrosos edificis gòtics. Entre els religiosos es destaca la catedral, construïda sobre una antiga basílica romànica, començada al segle xiii i ampliada posteriorment; té vitralls dels segles xiii, xiv i xvi i tombes i mausoleus renaixentistes que l'enriqueixen. La magnífica església de Sant Aldoè (segle xiv-xv, dedicada a Sant Aldoè de Rouen) s'aixeca damunt una antiga església romànica; la façana és del segle xix. L'església de Sant Maclovi (segle xv-xvi, dedicada a Maclovi d'Aleth) és d'estil gòtic flamíger.
Entre els edificis civils és digne d'esment el Hôtel de Bourgtheroulde (segle xv), el Palau de Justícia (segles xv-xvi) i el Gros Horloge (segle xvi). La Tour de Jeanne d'Arc formava part d'un castell no conservat del segle xiii. Té un Museu de Belles Arts.

## Museus
- El Museu de Belles Arts de Rouen és el museu d'art de la ciutat
- El Museu Marítim, Fluvial i Portuari és un museu sobre la història del port de la ciutat i la navegació.

## Personatges il·lustres
- Charles Nicolle (1866-1936), metge i microbiòleg, Premi Nobel de Medicina o Fisiologia de 1928.
- Eustache Berat (1781-1884), músic compositor, cantant i chanssonier.
- Pierre-Daniel-Augustin Chapelle, mestre compositor (1756-1821).